# Pedro Opaso
Pedro Opaso Letelier (Talca, 20 de abril de 1876 – Santiago, 9 de abril de 1957) foi um político chileno. Ocupou provisoriamente o cargo de presidente de seu país entre 26 de julho de 1931 e 27 de julho de 1931, apenas por dois dias.